# Phradis decameron
Phradis decameron är en stekelart som beskrevs av Andrey Ivanovich Khalaim 2004. Phradis decameron ingår i släktet Phradis och familjen brokparasitsteklar. Inga underarter finns listade i Catalogue of Life.